# Kotlina Nowotarska

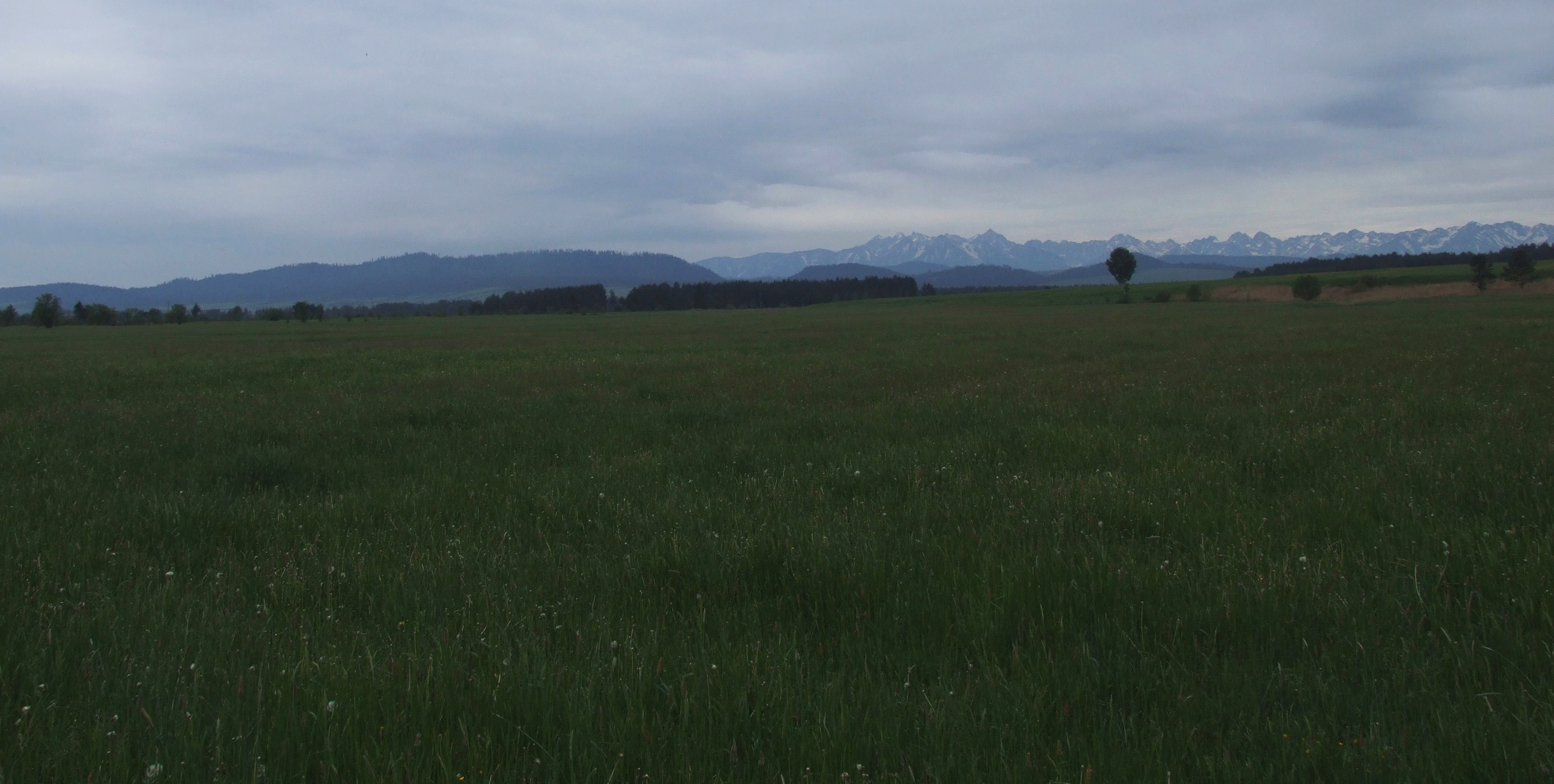
Kotlina Nowotarska w okolicy Krempach

Kotlina Nowotarska (514.11) – wschodnia część Kotliny Orawsko-Nowotarskiej, położona między Beskidami Zachodnimi na północy a Pogórzem Spisko-Gubałowskim na południu.

## Topografia
Granice według regionalizacji Jerzego Kondrackiego:
- od zachodu Kotlina Nowotarska jeszcze na terenie Polski przechodzi w Kotlinę Orawską. Granicę między nimi tworzy bardzo słabo zaznaczony w terenie Europejski Dział Wodny. Przebiega on tutaj między Orawą (zlewnia Morza Czarnego) a Dunajcem (zlewnia Bałtyku). Biegnie od Koniówki po zachodniej stronie rzeki Czarny Dunajec na północ do miejscowości Piekielnik[2].
- od północy kotlina graniczy z Beskidem Orawsko-Podhalańskim i Gorcami. Granica przebiega doliną Piekielnika (dopływ Czarnej Orawy), podnóżami wzniesień beskidzkich do Nowego Targu, stąd doliną Dunajca do Zbiornika Czorsztyńskiego, który znajduje się w obrębie Kotliny Nowotarskiej,
- granica wschodnia: zapora na Zbiorniku Czorsztyńskim,
- od południa kotlina graniczy z Pieninami, Pogórzem Bukowińskim i Pogórzem Spisko-Gubałowskim. Granica przebiega południowymi brzegami Zbiornika Czorsztyńskiego do zachodniego końca Zielonych Skałek, stąd północnymi podnóżami Pienin Spiskich i Skalicami Nowotarskimi (od Obłazowej przez Cisową Skałę i Ranisberg), dalej na południowy zachód, początkowo potokiem Wielki Rogoźnik, potem północno-zachodnimi podnóżami Pogórza Gubałowskiego po wschodniej stronie Czarnego Dunajca po Koniówkę.

Kotlina Nowotarska ma powierzchnię 369 km², a jej równinny teren opada w kierunku wschodnim do wysokości około 510 m n.p.m. w Zbiorniku Czorsztyńskim. Znajdujące się w Pienińskim Pasie Skałkowym skały (Obłazowa 670 m i Cisowa Skała 686 m) są najwyższymi wzniesieniami, które według podziału mezoregionów znajdują się na granicy kotliny. Biorąc jednak pod uwagę, że na południe od nich również rozciąga się równina, można uznać, że należą jeszcze do Kotliny Nowotarskiej.

## Geologia
Powstała w neogenie w wyniku ugięcia się obszaru pomiędzy łańcuchami górskimi i pogórzami. W wytworzonej w ten sposób niecce powstało jezioro, które z czasem zapełniło się osadami żwirów i iłów; ich grubość sięga 300 m. Również w czwartorzędzie podczas kolejnych okresów zlodowaceń stożki napływowe gromadziły tutaj lodowcowo-rzeczne osady.

## Przyroda
W kotlinie, a szczególnie na przecinającym ją w poprzek Europejskim Dziale Wodnym, ukształtował się unikatowy zespół torfowisk wysokich, zwanych puściznami. Między innymi są to: Bacuch, Baligówka, Bór na Czerwonem, Bór za Lasem, Cyrla, Franków Brzyzek, Jasiowska Puścizna, Kaczmarka, Łysa Puścizna, Młaka Brzeżek, Niżne Bory, Przybojec, Pusta Polana, Pustać, Pustać Wysoka, Puścizna koło Wróblówki, Puścizna Wielka, Składzisko, Puścizna Rękowiańska. Znaczna ich część uległa dewastacji w wyniku rabunkowej gospodarki, związanej z wydobyciem torfu. Ochroną (jeszcze w 1925 roku) objęto jedynie torfowisko „Bór na Czerwonem”, położone na południowy wschód od Nowego Targu. Spotyka się reliktowe stanowiska kosodrzewiny. Dzięki torfowiskom występuje tutaj wiele gatunków roślin bardzo rzadkich w Karpatach: bagnica torfowa, bagno zwyczajne, czermień błotna, grzybienie białe, jeżogłówka najmniejsza, malina moroszka, modrzewnica pospolita, pływacz drobny, pływacz zwyczajny, pływacz zachodni, przygiełka biała, rdestnica alpejska, rosiczka długolistna, siedmiopalecznik błotny, turzyca bagienna, turzyca nitkowata, turzyca skąpokwiatowa, turzyca pchla, wełnianka delikatna, żurawina drobnoowocowa, a także głodek żółty, lilia bulwkowata, nerecznica grzebieniasta, sosna drzewokosa.
Ze względu na unikatowe w skali Karpat nagromadzenie torfowisk i związanych z nimi specyficznych siedlisk planowane jest utworzenie na Kotlinie Nowotarskiej specjalnych obszarów ochrony pod nazwą „Torfowiska Orawsko-Nowotarskie”. Mają one objąć obszar 8255,62 ha.

## Klimat
Znajduje się na obszarze klimatu umiarkowanie ciepłego, jednakże o cechach klimatu kontynentalnego. W zimie bowiem w kotlinie przy bezwietrznej pogodzie gromadzi się zimne powietrze i występują częste zamglenia. Latem natomiast mikroklimat jest tutaj bardziej ciepły i suchy, niż na otaczających kotlinę górach.

## Ludność
Gęstość zaludnienia znaczna, wsie rozłożone wzdłuż rzek. Jedynym miastem jest Nowy Targ, pozostałe miejscowości to: Chyżne, Ciche, Czarny Dunajec, Dębno, Długopole, Falsztyn, Frydman, Gronków, Jabłonka, Koniówka, Krempachy, Ludźmierz, Maruszyna, Nowa Biała, Ostrowsko, Piekielnik, Podczerwone, Rogoźnik, Skrzypne, Stare Bystre, Szaflary, Waksmund, Wróblówka, Zaskale. Kotlina Nowotarska obejmuje trzy krainy historyczno-etnograficzne: Orawę w części zachodniej (m.in. Jabłonka, Chyżne), Podhale w części południowej (m.in. Czarny Dunajec, Nowy Targ) oraz niewielki fragment Spiszu na krańcu wschodnim (m.in. Nowa Biała, Frydman).